# Бюрокрация
Бюрокра́ция (от френското bureau - „бюро, канцелария“ + гръцкото κράτος - „власт, господство“) е система за управление, осъществявано чрез апарат, стоящ над обществото. Определението за бюрокрация като система за управление, осъществявано с помощта на откъснат от народа и стоящ над него апарат, притежаващ специфични функции и привилегии, и като слой от хора, свързани с тази система, може да се използва при изпълнение на педагогически и пропагандистки функции.
Чуждестранният термин „бюрократичен“ съвсем точно съответства на българската дума „задължителен“.
Бюрокрацията в съвременните социални науки се определя като административна система от обучени професионалисти, която работи непрекъснато в съответствие с определени правила. Тази концепция за бюрокрацията се развива през 20 век, когато управлението от експерти започва да се налага все повече в администрациите на различните политическите системи и във всички големи организации като предприятия, професионални съюзи, политически партии и др.

## История
Независимо от факта, че понятието „бюрокрация“ се появява чак в началото на XVIII век, понятието за такава административна система съществува от древни времена. Ключовият момент за неговото възникване е изобретяването на писмеността, така че първите „бюрокрации“ се появяват вече в Древен Шумер и Древен Египет . В Древен Китай сложна бюрократична система създава Конфуций. . Римската империя също е имала бюрократичен апарат, особено разраснал и започнал да оказва отрицателно въздействие върху икономиката по време на Диоклециан . След разпадането на империята особено сложна бюрократична система изгражда Византийската империя.

## Характеристики
Германският социолог Макс Вебер (1864 – 1920) посочва няколко основни характеристики на бюрокрацията като административна система. Тя е йерархична, тъй като всеки служител има конкретни правомощия и е отговорен за изпълнението им пред по-висш служител. Бюрокрацията трябва да е безпристрастна и да решава поставените ѝ задачи, следвайки конкретни правила. Извършените действия трябва да се документират писмено. В бюрократичната система има непрекъснатост и приемственост – заемането на пост в нея означава извършването на целодневна работа срещу заплата, гаранция за сигурността на работното място и перспективи за професионално израстване. Служителите в бюрокрацията трябва да са компетентни – т.е. те се избират според професионалните им качества, обучават се за работата, която ще извършват; те осигуряват и контрол върху достъпа до официалната информация. Наличието на тези характеристики трябва да осигури по-голяма ефективност на администрацията.
Бюрократичната организация от държавни служители, изпълняващи задачи, поставени от избраните на власт политици, е неизменна част от съвременните демократични държави. Контролът върху информацията, който осъществява бюрокрацията, често се посочва като заплаха за откритото демократично управление, тъй като администраторите биха могли да повлияят върху решенията на политиците. За избягване на този проблем се прилагат различни решения – засилване на политическия контрол върху нея, открит достъп до официалните документи и др.
 : Статията се основава на или съдържа материал от Краткия политически речник на термините на Българското училище за политика.